# James Vowles

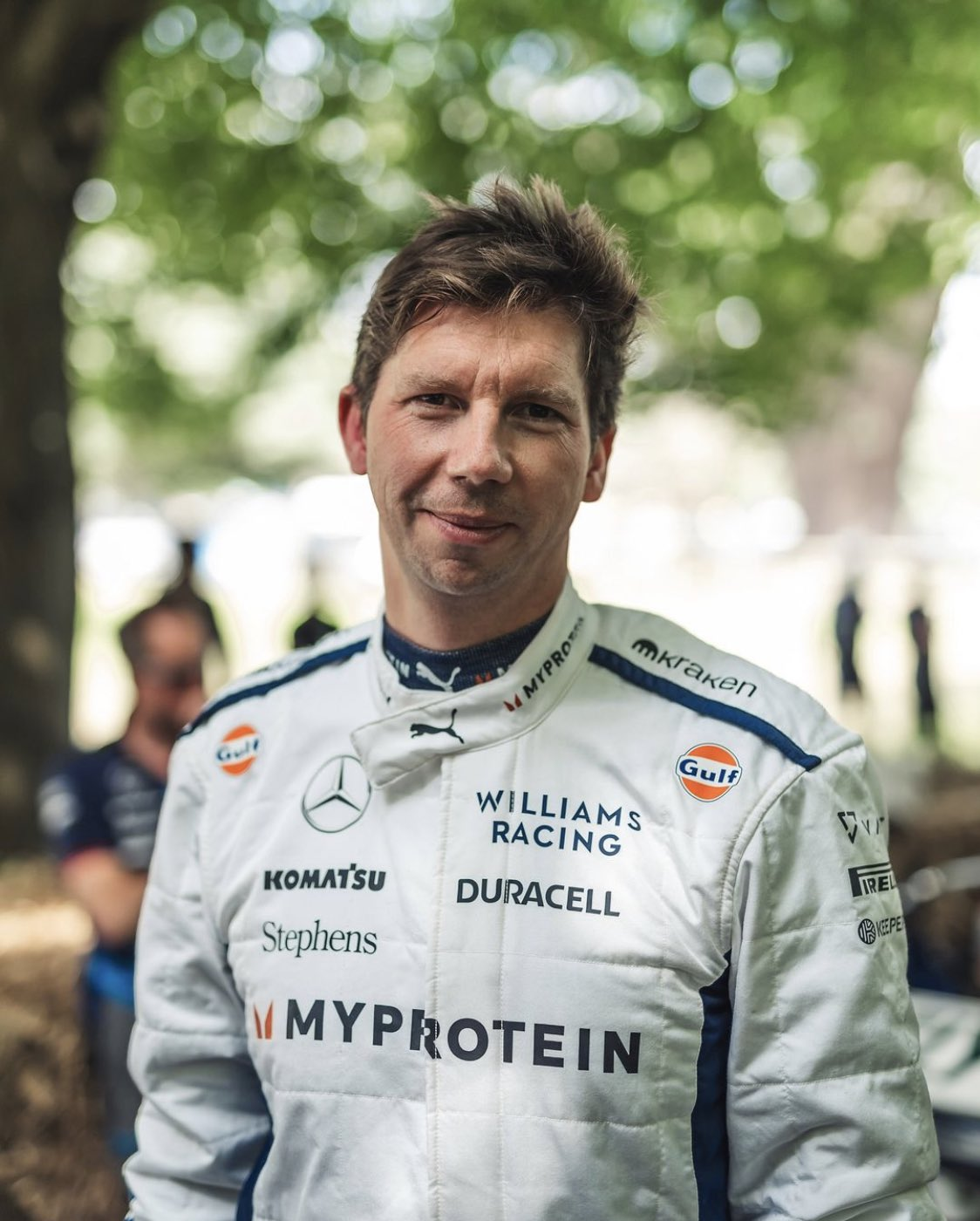
James Vowles 2024

James Vowles (* 1979) ist ein britischer Motorsportingenieur und Teamchef des Formel-1-Rennstalls Williams F1.

## Leben
Vowles wurde in East Sussex geboren.  Er erhielt den Bachelor of Science in Informatik an der University of East Anglia in Norwich und anschließend den Master of Science in Motorsport Engineering & Management an der Cranfield University.

## Karriere
Vowles startete seine Karriere 2001 als Ingenieur beim Team British American Racing. Er blieb beim Team, als es Ende 2005 von Honda übernommen und als Honda Racing F1 weitergeführt wurde. 2009 wurde er Chefstratege bei Brawn GP, welches in diesem Jahr aus Honda Racing F1 herausging. Überraschend gewann er mit dem Team in diesem Jahr die Fahrer- und Konstrukteursweltmeisterschaft. Er behielt seine Rolle als Chefstratege als das Team Ende 2009 vom deutschen Automobilhersteller Daimler übernommen und als Mercedes AMG F1 Team weitergeführt wurde. Zusammen mit Mercedes holte Vowles zwischen 2014 und 2021 sieben Fahrer- und acht Konstrukteurstitel in Folge. 2022 fuhr er zudem drei Rennen in der Asian Le Mans Series.
Am 13. Januar 2023 wurde bekannt, dass er das Mercedes AMG F1 Team verlässt und am 20. Februar das Amt des Teamchefs bei Williams F1 übernehmen werde.